# Dragostea Din Tei
"Dragostea Din Tei" (pronuncia-se  [ˈdraɡoste̯a din ˈtej]; romeno para "Amor de Tília"), também conhecido informalmente como "Ma-Ya-Hi" e "Numa Numa", é uma canção da boy band moldava de eurodance O-Zone, que foi lançado como single em agosto de 2003. A canção, que recebeu avaliações positivas da crítica, alcançou o primeiro lugar no Eurochart Hot 100, onde permaneceu por 12 semanas entre o junho e o início de setembro de 2004, enquanto liderou em 1° lugar as paradas de singles na França, Alemanha e Áustria por mais de três meses. Ela também alcançou a posição 3 no Reino Unido e 72 na Billboard Pop 100 dos EUA. A canção se tornou o quarto single mais vendido do século XXI na França, com 1.170.000 unidades vendidas.
No geral, o single alcançou o número um em mais de 27 países e vendeu mais de 8 milhões de cópias em todo o mundo, tornando-se um dos singles mais vendidos de todos os tempos.
A canção tornou-se mais conhecida nos Estados Unidos por meio de um vídeo viral chamado "Numa Numa", no qual o vlogger Gary Brolsma dança ao som da música. Tornou-se tão notável que gerou inúmeras paródias do próprio vídeo nos Estados Unidos ao longo dos anos, desde 2004. Um remix intitulado "Numa Numa 2" de Dan Balan (do O-Zone) com Marley Waters foi postado no YouTube em 12 de setembro de 2018 (não deve ser confundido com um vídeo de 2006 de Brolsma de mesmo nome, mas que é não relacionado com "Dragostea Din Tei").
Uma versão em inglês da música foi lançada sob o nome de "Ma Ya Hi", porém não obteve tanto êxito quanto o original.

## Lista de Faixas

#### CD single
1. "Dragostea Din Tei" (versão original em romeno) - 3:33
2. "Dragostea Din Tei" (rádio DJ Ross RMX) - 4:15

#### CD maxi
1. "Dragostea Din Tei" (versão original em romeno) - 3:33
2. "Dragostea Din Tei" (rádio DJ Ross RMX) - 4:15
3. "Dragostea Din Tei" (DJ Ross Extended RMX) - 6:22
4. "Dragostea Din Tei" (versão original em italiano) - 3:35
5. "Dragostea Din Tei" (Unu 'na mixagem dub) - 3:39

## Desempenho nas tabelas musicais
| Tabela musical (2003-2005)                  | Melhor posição |
| ------------------------------------------- | -------------- |
| Alemanha — (Media Control Charts)           | 1              |
| Áustria — (Ö3 Austria Top 40)               | 1              |
| Bélgica — (Ultratop 50 Flanders)            | 2              |
| Canadá — (RPM)                              |                |
| Chéquia — (IFPI)                            | 2              |
| Dinamarca — (Tracklisten)                   | 1              |
| Escócia — (Scottish Singles Chart)          | 2              |
| Espanha — (PROMUSICAE)                      | 1              |
| Estados Unidos — (Billboard Pop 100)        | 72             |
| Europa — (Eurochart Hot 100)                | 1              |
| Finlândia — (Suomen virallinen lista)       | 2              |
| França — (SNEP)                             | 1              |
| Irlanda — (IRMA)                            | 1              |
| Itália — (FIMI)                             | 18             |
| Noruega — (VG-lista)                        | 1              |
| Países Baixos — (Dutch Top 40)              | 1              |
| Polónia — (Polish Music Charts)             | 5              |
| Roménia — (Romanian Top 100)                | 1              |
| Suécia — (Sverigetopplistan)                | 3              |
| Suíça — (Swiss Singles Chart)               | 1              |
| Reino Unido — (The Official Charts Company) | 3              |

## Versão do Latino
Em 2004, o cantor brasileiro Latino lançou sua versão em português da canção sob o nome de "Festa no Apê (Dragostea Din Tei)", conhecida simplesmente por "Festa no Apê". Embora seja uma versão de Dragostea Din Tei, a canção também utiliza a melodia de outra canção de O-Zone, "Despre tine".

### Lista de Faixas

#### CD single
1. "Festa No Apê" - 4:11

#### Download digital
1. "Festa No Apê" - 4:11
2. "Festa No Apê" ("Lalá" Remix Version) - 5:47